# Panipak Wongpattanakit
Panipak Wongpattanakit (thailändisch พาณิภัค วงศ์พัฒนกิจ; * 8. August 1997 in Surat Thani) ist eine thailändische Taekwondoin und Olympiasiegerin.

## Karriere
Panipak wurde in der Gewichtsklasse bis 46 kg 2014 in Taschkent Asienmeisterin und gewann im selben Jahr bei den Asienspielen in Incheon Bronze in der Klasse bis 49 kg. Im Jahr darauf wurde sie Weltmeisterin in Tscheljabinsk. Seitdem tritt sie in der Gewichtsklasse bis 49 Kilogramm an, in der sie 2016 in Pasay ebenfalls Asienmeisterin wurde. Bei den Olympischen Spielen 2016 in Rio de Janeiro erreichte sie nach einem Auftaktsieg in der ersten Runde das Viertelfinale, in dem sie der späteren Olympiasiegerin Kim So-hui mit 5:6 unterlag. In der Hoffnungsrunde gewann sie ihre beiden Kämpfe, sodass sie eine Bronzemedaille in der Klasse bis 49 Kilogramm erhielt.
In Muju wurde Panipak 2017 Vizeweltmeisterin, ein Jahr später gewann sie in Jakarta bei den Asienspielen die Goldmedaille. 2019 wurde sie in Manchester ein zweites Mal Weltmeisterin.  Bei den Olympischen Spielen 2020 in Tokio gewann sie das Finale mit 11:10 gegen Adriana Cerezo und wurde Olympiasiegerin in der Klasse bis 49 kg.
Bei den Weltmeisterschaften 2023 in Baku gewann Panipak die Silbermedaille, nachdem sie im Finale Merve Dinçel unterlag. Im Juni 2023 gewann sie beim Grand Prix in Rom in der Klasse bis 49 kg als erste Taekwondoin eine zehnte Goldmedaille bei einem Grand Prix. Im September 2023 gewann Panipak in Hangzhou eine zweite Goldmedaille bei den Asienspielen. Die Asienspiele 2022 waren aufgrund der COVID-19-Pandemie um ein Jahr verschoben worden.
Bei den Olympischen Spielen 2024 in Paris gelang ihr nach einem Finalerfolg gegen Guo Quing erneut der Olympiasieg.